# Neoniphargus fultoni
Neoniphargus fultoni is een vlokreeftensoort uit de familie van de Neoniphargidae. De wetenschappelijke naam van de soort is voor het eerst geldig gepubliceerd in 1902 door Sayce.